# Glykys
Pour le patriarche, voir Jean XIII Glykys.
Glykys (en Grec : Γλυκύς) ou Glykys-limen est un port grec de l’Antiquité qui se situait dans la préfecture de Thesprotie (dont le nom vient de ses anciens habitants, les Thesprôtes), une des quatre préfectures de la région d’Épire. L'Épire se trouve à cheval entre l'Albanie et le Péloponnèse. 
Glykys fut appelé plus tard Phanari ou Splantza. Elle porte aujourd'hui le nom d'Ammoudia.

## Étymologie
- Glykys signifie « doux » et tire ce nom des différents cours d’eau qui l’alimentaient et lui apportaient une prétendue douceur face l’amertume de l’eau salée de la mer Ionienne[2].

- Glykys peut aussi faire référence à Agia-Glykys, un village situé en amont de l’Achéron[3] qui est à l’origine de la « Légende de Saint Donat »[4].

- En outre, Glykys est parfois le nom donné à l’Achéron, ce fleuve qui traverse le sud l’Épire avant de se jeter dans la mer.

- Enfin, Glykys (Jean) est le nom d’un ancien patriarche de Constantinople (1319-1320). Il est également parfois appelé Glykas[2].

## Géographie
Glykys se trouve dans les plaines d’Épire faites d’alluvions et de sols fertiles.
À son emplacement se trouve l’embouchure du fleuve de l’Achéron, qui se jette dans la mer Ionienne. Au nord de Glykys, on retrouve des plaines marécageuses formées par plusieurs rivières dont la Vava, un confluent de l’Achéron.
Le port de Glykys est de forme circulaire et le fleuve qui le traverse n’est relié à la mer que par un étroit corridor.

## Anecdotes historiques
- Une partie des troupes du futur empereur romain Auguste auraient débarqué au port de Glykys avant de poursuivre à pieds vers Actium[9] où une bataille les opposa aux troupes de Cléopatre et Marc-Antoine.

- Durant l’hiver 1084 à 1085, Robert Guiscard aurait séjourné à Glykys[2]. Il fut comte de Pouille et conquit la Calabre avant de chasser les Sarrasins de Sicile et d’Italie[10].